# 道の駅東浦ターミナルパーク
道の駅東浦ターミナルパーク（みちのえき ひがしうらターミナルパーク）は、兵庫県淡路市にある国道28号の道の駅である。
東浦物産館やガーデニングセンター、東浦バスターミナル等の施設がある。名称はバスターミナルに由来する。

## 施設
- 駐車場
  - 普通車：350台
  - 大型車：10台
  - 身障者用駐車場：2台
- トイレ
  - 男：大・小：14
  - 女：12
  - 身障者用：2
- 公衆電話：2
- 情報・観光コーナー（9:00 - 18:30）
- 東浦物産館
  - 特産品コーナー
  - 飲食店（当分の間休業中）
  - レストラン（当分の間休業中）
- ガーデニングセンター

### 管理
- 淡路市

### 距離
- 神戸 - 39km
- 岩屋 - 7km

## 東浦バスターミナル
本四海峡バスと西日本JRバスの社員が配置されており、乗車券を発行している。また、当所にはマルスが設置され、全国のJR乗車券・指定券が購入出来たが、2013年3月31日限りで取り扱いが終了した。2013年7月1日よりエディ号 (東京 - 徳島線)の乗車券を発売開始した（東京 - 東浦IC・志知間のみ）が、2021年3月16日以降休止路線となったため、発売を取りやめている。また、パークアンドライド用駐車場が上記の駐車場とは別に有料で用意されている。淡路交通は2019年10月のダイヤ改正で東浦BTに乗り入れる路線（舞子津名線・津名港以北の縦貫線）が廃止されたため、それ以降東浦BTに停車するバスは本四海峡バスと西日本JRバスのみとなった。

### 発着バス一覧
【高速】は高速バス。大磯号はクローズドドアシステム採用の高速バスで交通系ICカード利用可能。
| バス停番号 | 路線名・バス愛称名                          | 路線名・バス愛称名                     | 行先 | 運行会社                            |
| ---------- | ------------------------------------------- | -------------------------------------- | --- | ----------------------------------- |
| 1          | 【高速】大磯号                              | 【高速】大磯号                         | 高速舞子 | 西日本JRバス 本四海峡バス           |
| 2          | 【高速】大磯号                              | 【高速】大磯号                         | 高速舞子 - 三宮BT - 新神戸駅 | 西日本JRバス 本四海峡バス           |
| 3          | 淡路市生活観光バス路線 （あわ神あわ姫バス） | 1系統・時計回り                        | ボールパーク入口 - 淡路市役所前 - 津名中学校前 - 津名高校前 - 関西看護医療大学前 - しづかホール前 - 津名一宮IC - 順心淡路病院前 - 伊弉諾神宮前 - 江井高速バス停前 - 一宮事務所前 - 北淡IC - 淡路高校前 - 北淡事務所前 - 震災記念公園下 - 道の駅あわじ・淡海荘 - 岩屋ポートターミナル | 本四海峡バス （淡路市より運行委託） |
| 3          | 淡路市生活観光バス路線 （あわ神あわ姫バス） | 4系統・岩屋洲本線                      | 津名臨海公園 - 淡路ワールドパークONOKORO - 網代 - 塩尾 - 洲本バスセンター | 本四海峡バス （淡路市より運行委託） |
| 3          | 淡路市生活観光バス路線 （あわ神あわ姫バス） | 2系統・反時計回り 4系統・岩屋洲本線    | 淡路夢舞台前 - 聖隷淡路病院前 - 新世薬局夢舞台前 - 岩屋ポートターミナル | 本四海峡バス （淡路市より運行委託） |
| 4          | 淡路市生活観光バス路線 （あわ神あわ姫バス） | 3系統・東浦北淡線                      | 吹き戻しの里 - 本四仁井高速バス停前 - 淡路高校正門前 - 北淡事務所前 | 本四海峡バス （淡路市より運行委託） |
| 4          | 淡路市生活観光バス路線 （あわ神あわ姫バス） | 10系統・北部観光周遊回り（時計回り）   | ハーモニーファームあわじ - 兵庫県立あわじ花さじき - 淡路カントリーガーデン - 兵庫県立淡路景観園芸学校 - グルナリウム淡路島 - 兵庫県立淡路島公園 - 淡路IC高速バス停前 - 岩屋ポートターミナル                                                                                          | 本四海峡バス （淡路市より運行委託） |
| 4          | 淡路市生活観光バス路線 （あわ神あわ姫バス） | 10系統・北部観光周遊回り（反時計回り） | 淡路夢舞台前 - 岩屋ポートターミナル | 本四海峡バス （淡路市より運行委託） |

神戸淡路鳴門自動車道の本線上にある東浦ICに併設する「東浦バスストップ」とは2 km弱離れている。

## 周辺
- 淡路市立中浜稔猫美術館
- 浦海浜公園
- 兵庫県道460号野島浦線
- 東浦インターチェンジ
- 東浦サンパーク
- 淡路夢舞台
- 国営明石海峡公園